# 爺們信條
《爺們信條》 是2022年中國的懸疑動作犯罪片，由林韜編導，任達華及張藍心領銜主演；石修、邱璐璠、淳于珊珊、鄭羅茜、吉麗、闞犇犇、王家強及王子涵主演。電影以出獄男子肖劍鋒為主題。

## 故事
在多年前，肖劍鋒（任達華飾），被陷害藏毒而在海外被關押25年，他出獄後很多東西都不懂，連手機都不會用。在一天，肖劍鋒回到了自己家，但已經被另一個青年住了，那個青年好心地收留了肖劍鋒，這是劍鋒收到一個神祕信息，表示要求他前往東南亞，一開始劍鋒都沒有在乎，但直到那個發信息的人發了劍鋒老婆的照片，劍鋒才去了東南亞。劍鋒到了那個發信息的人指定的地方，一開始發信息的打電話來是個女生，但那裏沒有女子，只有一個老頭在那裏，那個老頭叫肥仔（石修飾），那個女子聲音是他用電腦科技假扮，肥仔表示自己能幫劍鋒找到他的家人，起初劍鋒對他半信半疑，但當劍鋒想起肥仔知道其所有行棕，便答應了替肥仔辦事，肥仔也會替劍鋒找他的家人……

## 演員

### 領銜主演
| 演員   | 角色   | 國語配音 | 簡介 |
| 任達華 | 肖劍鋒 | 張瑤涵   | 前保鏢，出獄男子 原本為保鏢，但在多年前被陷害藏毒而在海外被關押25年。出獄后很多東西都不懂，全靠住在自己曾經的家的青年教自己用手機，並收到一個匿名信息，那個發信息的人叫肥仔，他成功替自己找到女兒，而自己也替肥仔救其的女兒，並對付昔日手下傑麥。 |
| 張藍心 | 陳甄麗 | 喬詩語   | 國際刑警 肖劍鋒的女兒，一直隱瞞身份，到后期剪掉長髪和肖劍鋒相認並和其對付傑麥。 |

### 主演
| 演員     | 角色 | 國語配音 | 簡介 |
| 石修     | 肥仔 | 苗壯     | 黑客高手，精通黑客技術 圓圓之父 用匿名信息要求肖劍鋒到東南亞，並表示如果其替自己救走女兒會替劍鋒找他的家人 |
| 淳于珊珊 | 傑麥 | 趙俊凌   | 黑幫老大 肖劍鋒之前手下，陷害其藏毒令其在海外被關押25年，后和肖劍鋒在東南亞進行對決                        |
| 王子涵   | 圓圓 | 帕熱妮   | 不良少女 肥仔之女 因意外拿走黑幫重要物品而被傑麥抓走。                                                     |
| 邱璐璠   | 比利 |          | 和肖劍鋒交易                                                                                               |

## 備註
1. ↑  前稱《爺們》

## 反應
本片為任達華首部網絡電影，一在愛奇藝上綫后便成了上綫榜一，但評價不好，網友普遍評價負面。。

## 外部連結
- 豆瓣电影上《爺們信條》的資料 （简体中文）
- 香港影庫上《爺們信條》的資料（繁體中文）